# 矢野徹
矢野 徹（やの てつ、1923年〈大正12年〉10月5日 - 2004年〈平成16年〉10月13日）は、日本のSF作家、翻訳家。坂田 治名義による作品もある。

## 人物
愛媛県松山市生まれ。兵庫県立第二神戸中学校を経て、中央大学法学部卒。第二次世界大戦中は学徒出陣で陸軍第11師団騎兵第11連隊に所属。階級は軍曹。
日本に本格的なSF出版が芽生える前の、海外SFのファン1号といわれ、SFに興味があった晩年の江戸川乱歩に面識を得る。そのまま、SF翻訳家、SF作家となり、幅広く活躍した。
冒険小説『カムイの剣』は角川書店によりアニメ映画化された。また、代表作『折紙宇宙船の伝説』は日本国外でも出版され、高い評価を受けた。翻訳家としては、ハインラインの諸作をはじめ、多数の海外SFを翻訳し、日本に紹介した。これらの作品はSFのみならず、日本の文学界全体に大きな影響を与えた。
翻訳家としては、後輩のSF翻訳家をとりまとめて、ネイティヴ・スピーカー等と会合をもつ「翻訳勉強会」を長年、主催していた。
60歳を過ぎてから、黎明期のパソコンゲームに注目してPC-88を購入した。原稿執筆などの目的ではなく完全にホビーユース＝ゲームを遊ぶために購入したことや、『ウィザードリィ』他のゲームに熱中した顛末を軽妙なテンポと語り口で描いたエッセイ『ウィザードリィ日記』を上梓した。RPGの普及に貢献するなど、その業績は多岐にわたる。『ウィザードリィ日記』では、自分と同じ高齢の知人に「ボケの防止に最適」としてファミコンのゲームを薦めたことも明かしている。
アマチュアのSFファン活動を大事にする人物としても有名で、年1回開かれる日本SF大会や、その他各地で開催された地方コンではほぼ毎回「狂乱酒場」を主催し、ファンと親しく語り合う姿が見られた。また、荒巻義雄が要塞シリーズで読者を作内に登場させる企画を募集した際に応募し、これに応じた荒巻は矢野を酒好きの将軍として作内に登場させた。

## 略歴
- 1946年か1947年[4]：進駐軍兵士が燃やそうとしていたペーパーバックや古雑誌を譲り受けたことがきっかけでSFに目覚める。
- 1953年：米SF雑誌への投書がきっかけで文通をしていた、アメリカの編集者にして高名なSFファン、フォレスト・J・アッカーマンらの働きかけ[5]で渡米。5月末にロサンゼルスで開催された西海岸ローカルコンのWestercon6に参加。そのままアッカーマン宅に滞在後、9月にフィラデルフィアで開催された第11回ワールドコンPhilcon2[6]に参加。合計6ヶ月間の滞米中、アッカーマン宅に尋ねてきたレイ・ブラッドベリやヴァン・ヴォークトの知遇を得る[7]。渡米前に相談をした江戸川乱歩により「科学小説の鬼」と評された[8]。
- 1954年：日本初のSF商業誌『星雲』を創刊。1号のみで廃刊になる。
- 1956年ごろ[9]：渡辺啓助、今日泊亜蘭らとSF同人「おめがクラブ」を設立。のちに同人誌『科学小説』を発行。
- 1957年：日本最初のSF同人誌『宇宙塵』に筆頭同人として設立当初より参加。
- 1963年：日本SF作家クラブの設立に参加。
- 1978年：日本SF作家クラブ2代目会長就任（1979年まで）
- 1984年：SFファン活動における功績について柴野拓美賞を受賞。
- 1985年：翻訳者としての功績が評価され、WSFよりチャペック賞（カレル賞）を受賞。第3回日本冒険小説協会大賞特別賞受賞[10]。
- 1988年：『ウィザードリィ日記』で第19回星雲賞ノンフィクション部門受賞[10]。
- 2004年：大腸がんのため死去（享年81）。同年、生前の功績を称え、第25回日本SF大賞特別賞に選ばれる[10][11]。
- 2005年：第36回星雲賞特別賞受賞[10]。

## 著作

### 小説
- 甘美な謎 エロチック・サイエンス（あまとりあ社 1958年）
- 順とフライデイ（『孤島ひとりぼっち』原作、光文社 1966年）（原稿用紙28枚）
- 原子力潜水艦ノーチラス号 （岩崎書店〈おはなしノンフィクション〉 1968年）
- 黄金まぼろし丸（朝日ソノラマ 1969年）
- 孤島ひとりぼっち（国土社 1969年 のち角川文庫）
- 地球0年 日本自衛隊アメリカを占領す（立風書房 1969年 のちハヤカワ文庫、角川文庫）
- コブテン船長の冒険（毎日新聞社 1970年 のち角川文庫）
- カムイの剣（立風書房 1970年 のち角川文庫）
- ももいろの川は流れる（フレーベル館 1971年 『桃色の川は流れる』角川文庫）
- 新世界遊撃隊（鶴書房盛光社 1972年 のち角川文庫）
- 昇天する箱舟の伝説（ハヤカワ文庫 1974年）
- 王女の宝物蔵 SF傑作短編集（文化出版局 1975年）
- カラスの海（角川文庫 1977年）
- 盗まれた東京（SF傑作短編集）（三省堂 1977年）
- 幽霊ロボット（SF傑作短編集）（三省堂 1977年）
- 海鷲（角川文庫 1978年）
- 折紙宇宙船の伝説（早川書房 1978年 のちハヤカワ文庫、角川文庫）
- 442連隊戦闘団 進め!日系二世部隊（角川文庫 1979年／新版 柏艪舎 2005年）
第二次世界大戦のヨーロッパ戦線で勇名を馳せた日系二世部隊第442連隊戦闘団の悲劇と栄光を扱う文芸ノンフィクション。
- さまよえる騎士団の伝説（角川文庫 1980年）
- 裁くのはだれか ゴンドー・ゴロー・シリーズ（角川文庫 1980年）
- 異次元鉄十字団（角川文庫 1980年）
- 自殺潜水艦突撃せよ（角川文庫 1980年）
- 最後の忍者（角川文庫 1981年）
- フロリダ超能力集落（角川文庫 1981年）
- 悪夢の戦場（ハヤカワ文庫 1982年）
- 皇帝陛下の戦場 異次元戦場シリーズ 1（角川文庫 1983年）
- カムイの剣 3-5（角川文庫 1984年-1985年）
- ロボット（角川文庫 1986年）
- 多元宇宙バトル・フィールド（高橋敏也との共著 ハヤカワ文庫 1990年）
- ネットワーク・ソルジャー 連邦宇宙軍シリーズ 1（高橋敏也との共著 ハヤカワ文庫 1990年）
- エリミネーター 連邦宇宙軍シリーズ 2（高橋敏也との共著 ハヤカワ文庫 1991年）
- マーズ・ドラゴン 連邦宇宙軍シリーズ 3（高橋敏也との共著 ハヤカワ文庫 1991年）
- 忍者惑星テラ2 連邦宇宙軍シリーズ4（ハヤカワ文庫 1992年）
- テレパス狩りの惑星 連邦宇宙軍シリーズ5（ハヤカワ文庫 1992年）
- 草原をゆく帆船 連邦宇宙軍シリーズ6（ハヤカワ文庫 1993年）
- 砂漠のタイムマシン 連邦宇宙軍シリーズ7（ハヤカワ文庫 1993年）

### エッセイほか
- 雷からテレビまで（新潮社〈少国民の科学〉 1958年）
- 矢野徹・SFの翻訳（奇想天外社 1981年）
- ウィザードリィ日記 パソコン文化の冒険（エム・アイ・エー 1987年）
  - ウィザードリィ日記 熟年世代のパソコン・アドヴェンチャー（角川文庫 1989年）
- 矢野徹の狂乱酒場1988（編著 角川文庫 1990年）
- 矢野徹の電脳酒場（I/O連載）
- 怒りのパソコン日記（河出書房新社 1990年）
- 続・ウィザードリィ日記 未来はバラ色（ビジネス・アスキー 1991年）
- ウィザードリィ幻想曲（マイクロデザイン出版局 1992年）
- ドラえもん 小学館コロコロ文庫版 4巻（1994年） - 解説を執筆。
- 矢野徹の電脳通信日記（アスキー 1996年）

## 翻訳
- 光速ロケットの秘密（ダレス 講談社〈少年少女世界科学名作全集〉 1961年）
- 超能力エージェント（ウイルスン・タッカー 早川書房 1961年）
- 宇宙大オリンピック（ミルトン・レッサー 岩崎書店 1962年）
- 最終戦争の目撃者（アルフレッド・コッペル 早川書房 1962年）
- あばずれ（カーター・ブラウン 早川書房 1962年）
- 月は地獄だ!（ジョン・W・キャンベル 早川書房 1962年 のちハヤカワ文庫）
- キー・クラブ（カーター・ブラウン 早川書房 1962年）
- エジソンの生涯（マシュウ・ジョセフソン 白石佑光、須山静夫との共訳 新潮社 1962年）
- 男好き（カーター・ブラウン 早川書房 1963年）
- シングル・ガール 独身女性の甘い生活（ヘレン・ブラウン 早川書房 1963年）
- 恋人よ、われに帰るな（カーター・ブラウン 早川書房 1963年）
- 人間以上（シオドア・スタージョン 早川書房 1963年 のちハヤカワ文庫）
- 地球脱出（ロバート・A・ハインライン 早川書房 1963年）
- たから島（スチーブンソン 講談社〈世界の名作〉 1964年）
- 超生命ヴァイトン（エリック・フランク・ラッセル 早川書房 1964年）
- 時の支配者（ウイルソン・タッカー 早川書房 1964年）
- 少年少女ベルヌ科学名作全集 月世界旅行（学習研究社 1964年）
- 金髪のオンザロック（カーター・ブラウン 早川書房 1964年）
- 物体Xの恐怖（ジョン・W・キャンベル・Jr. 盛光社 1965年）
- 半数染色体（ジェリイ・ソール 早川書房 1965年）
- 緋色のフラッシュ（カーター・ブラウン 早川書房 1965年）
- タイタニック号のさいご（ロード 講談社〈少年少女世界の名著〉 1966年）
- 巌窟王（デュマ 講談社 1966年 のち青い鳥文庫）
- なぞの円盤 ナポレオン・ソロ3（ジョン・オーラム 早川書房 1966年）
- 血とハニー（G.G.フィックリング 早川書房 1966年）
- 超人部隊（ハインライン 岩崎書店 1967年）
- 英国情報部員 秘密作戦（リチャード・ジュサップ 久保書店 1967年）
- 星を追うもの（E.E.エバンズ 岩崎書店 1967年）
- エスパー島物語（ステープルドン 岩崎書店 1967年）
- 超人集団（レイモンド・F・ジョーンズ 久保書店 1967年）
- 火星の大将軍（火星シリーズ） （バローズ 講談社 1967年）
- のろわれた宇宙船（ハインライン 偕成社 1967年）
- 影が行く（ジョン・W・キャンベル 川村哲郎との共訳 早川書房 1967年）
- 第9指令（アダム・ホール 早川書房 1967年 のちハヤカワ文庫）
- 歌う白骨（ウールリッチ ポプラ社〈ジュニア世界ミステリー〉 1968年）
- ロスト・オアシス ドック・サヴェッジ（ケネス・ロブスン 早川書房 1968年）
- 最後の国境線（アリステア・マクリーン 早川書房 1968年 のちハヤカワ文庫）
- 八点鐘が鳴る時（アリステア・マクリーン 早川書房 1968年 のちハヤカワ文庫）
- ハウザーの記憶（カート・シオドマク 早川書房 1968年）
- 西暦3000年（マルコム・ジェイムスン 久保書店 1968年）
- モヒカン族のさいご（フェニモア・クーパー 世界の名作図書館 講談社 1969年）
- 地球さいごの日（フィリップ・ワイリー 集英社〈ジュニア版世界のSF〉 1969年）
- 生き残る（R.フォスター 立風書房 1969年）
- ジムくんの海てい旅行（フレデリック・ポール&ジャック・ウイリアムスン 偕成社 1969年）
- アルタイルから来たイルカ（マーガレット・セント・クレア（英語版） 早川書房 1969年 のちハヤカワ文庫）
- 闘士（フィリップ・ワイリー（世界SF全集、早川書房 1969年 のちハヤカワ文庫）
- 天界の王（エドモンド・ハミルトン 早川書房 1969年）
- 努力して産業スパイに成功する法（シェパード・ミード 早川書房 1969年）
- 月は無慈悲な夜の女王（ロバート・A・ハインライン 早川書房 1969年 のちハヤカワ文庫）
- 宇宙からのロボット大使（ベイツ 偕成社 1969年）
- わすれられた惑星（ラインスター 岩崎書房 1970年 のちハヤカワ文庫）
- コマンダー・1（ピーター・ジョージ 早川書房〈ハヤカワ・SF・シリーズ〉 1970年）
- 緑の星のオデッセイ（フイリップ・ホセ・ファーマー ハヤカワ文庫 1970年）
- 宇宙からの脱出（マーティン・ケイディン 早川書房 1970年）
- 麻薬運河（アリステア・マクリーン 早川書房 1970年 のちハヤカワ文庫）
- 海賊の財宝をさぐる（スノウ 集英社〈ジュニア版世界の冒険〉 1971年）
- 神の機械（マーティン・ケイディン 早川書房 1971年）
- 宇宙製造者（A・E・ヴァン・ヴォクト ハヤカワ文庫 1971年）
- 地獄の家（リチャード・マシスン 早川書房 1972年 のちハヤカワ文庫）
- 野獣の都 永遠の旅人ケイン（マイクル・ムアコック ハヤカワ文庫 1972年）
- 鳥人の森 火星の戦士（マイクル・ムアコック ハヤカワ文庫 1972年）
- 蜘蛛の王 火星の戦士（マイクル・ムアコック ハヤカワ文庫 1972年）
- ベティアンよ帰れ（クリス・ネヴィル ハヤカワ文庫 1972年）
- デューン 砂の惑星 1-4（フランク・ハーバート ハヤカワ文庫 1972年-1973年）
- 人間改造プロジェクトβ（ラルフ・ブラム 早川書房 1972年）
- 裏切りの氷河（デズモンド・バグリイ 早川書房 1972年 のちハヤカワ文庫）
- マッキントッシュの男（デズモンド・バグリイ 早川書房 1973年 のちハヤカワ文庫）
- デューン 砂漠の救世主（フランク・ハーバート ハヤカワ文庫 1973年）
- ターザンと黄金都市（エドガー・ライス・バロウズ ハヤカワ文庫 1974年）
- ジキル博士とハイド氏（スチーブンソン 集英社 1974年）
- 高い砦（デズモンド・バグリイ 早川書房 1974年 のちハヤカワ文庫）
- 軍用列車（アリステア・マクリーン 早川書房 1975年 のちハヤカワ文庫）
- 四次元の謎（フランク・エドワーズ 角川文庫 1975年）
- ターザンとライオン・マン（エドガー・ライス・バロウズ ハヤカワ文庫 1975年）
- 砂漠の略奪者（デズモンド・バグリイ 早川書房 1975年 のちハヤカワ文庫）
- 黄金の手紙（デズモンド・バグリイ 早川書房 1975年 のちハヤカワ文庫）
- 失われた古代文明（リチャード・ムーニイ 角川文庫 1975年）
- 槍作りのラン（クリス・ネヴィル ハヤカワ文庫 1975年）
- ターザンと禁じられた都（エドガー・ライス・バロウズ ハヤカワ文庫 1975年）
- 多元宇宙の王子 混線次元シリーズ1（キース・ローマー ハヤカワ文庫 1975年）
- 宇宙家族（E.E.エバンズ 岩崎書店〈SFこども図書館〉 1976年）
- 地獄の綱渡り（アリステア・マクリーン 早川書房 1976年 のちハヤカワ文庫）
- 原生林の追撃（デスモンド・バグリイ 早川書房 1976年 のちハヤカワ文庫）
- バーリイ村のヴァイオリン弾き（ロバート・ネイサン 文化出版局 1976年）
- きこりの家（ロバート・ネイサン 文化出版局 1976年）
- それゆえに愛はもどる（ロバート・ネイサン 文化出版局〈愛のシリーズ〉 1976年）
- 夏は遠くすぎて（ロバート・ネイサン 文化出版局 1976年）
- メトセラの子ら（ロバート・A・ハインライン ハヤカワ文庫 1976年）
- ターザンと狂人（エドガー・ライス・バロウズ ハヤカワ文庫 1976年）
- 悪徳なんかこわくない（ロバート・A・ハインライン ハヤカワ文庫 1977年）
- 宇宙の戦士（ロバート・A・ハインライン ハヤカワ文庫 1977年）
- オッド・ジョン（オラフ・ステープルドン ハヤカワ文庫 1977年）
- ふしぎな国への旅（メリー＝Q＝スティール 講談社 1977年）
- 川をくだる旅（ロバート・ネイサン 文化出版局 1977年）
- タイトロープ・マン（デズモンド・バグリイ 早川書房 1977年 のちハヤカワ文庫）
- 英国脱出 正続（リチャード・ローマー 集英社 1978 のち文庫）
- 宇宙の孤児（ロバート・A・ハインライン ハヤカワ文庫 1978年）
- 愛に時間を（ロバート・A・ハインライン 早川書房 1978年 のちハヤカワ文庫）
- 最後通告（リチャード・ローマー 集英社 1978年）
- エクソン接収（リチャード・ローマー 集英社 1978年）
- 多元宇宙の帝国（キース・ローマー ハヤカワ文庫 1978年）
- デューン 砂丘の子供たち 1-3（フランク・ハーバート ハヤカワ文庫 1978年-1979年）
- ハリケーン（デズモンド・バグリイ 早川書房 1978年 のちハヤカワ文庫）
- 栄光の道（ロバート・A・ハインライン ハヤカワ文庫 1979年 のちに『栄光のスペース・アカデミー』に改題）
- アメリカ滅亡（ウィルスン・タッカー 久保書店 1979年）
- マン・プラス（フレデリック・ポール 早川書房 1979年 のちハヤカワ文庫）
- スターマン・ジョーンズ（ロバート・A・ハインライン ハヤカワ文庫 1979年）
- タピオラの冒険（ロバート・ネイサン ハヤカワ文庫 1979年）
- さらばカリフォルニア（アリステア・マクリーン 早川書房 1980年 のちハヤカワ文庫）
- ゲイトウエイ 1-2（フレデリック・ポール 早川書房 1980-1982年 のちハヤカワ文庫）
- 敵（デズモンド・バグリイ 早川書房 1981年 のちハヤカワ文庫）
- Jem（フレデリック・ポール 早川書房 1981年 のちハヤカワ文庫）
- スノー・タイガー（デズモンド・バグリイ 早川書房 1981年 のちハヤカワ文庫）
- 仮面戦争（フレデリック・ポール 早川書房 1982年）
- さらばふるさとの惑星（ジョー・ホールドマン 集英社 1982年）
- サハラの翼（デズモンド・バグリイ 早川書房 1982年 のちハヤカワ文庫）
- 獣の数字（ロバート・A・ハインライン 早川書房 1984年 のちハヤカワ文庫）
- フライデイ（ロバート・A・ハインライン 早川書房 1984年 のちハヤカワ文庫）
- デューン 砂漠の神皇帝 1-3（フランク・ハーバート ハヤカワ文庫 1984年）
- デューン 砂漠の異端者 1-3（フランク・ハーバート ハヤカワ文庫 1985年）
- スターファイター（ロバート・A・ハインライン 吉川秀実共訳 創元推理文庫 1986年）
- デューン 砂丘の大聖堂 1-3（フランク・ハーバート ハヤカワ文庫 1986年-1987年）
- デリラと宇宙野郎たち（ロバート・A・ハインライン ハヤカワ文庫 1986年）
- 地球の緑の丘（ロバート・A・ハインライン ハヤカワ文庫 1986年）
- 動乱2100（ロバート・A・ハインライン ハヤカワ文庫 1986年）
- ガニメデの少年（ロバート A・ハインライン ハヤカワ文庫 1987年）
- ウロボロス・サークル（ロバート・A・ハインライン 早川書房 1988年 のちハヤカワ文庫）
- メサイアの宝石（マーティン・ケイディン 東京創元社 1989年）
- 落日の彼方に向けて（ロバート・A・ハインライン 早川書房 1990年 のちハヤカワ文庫）
- 宇宙の珊瑚礁へ（フレデリック・ポール,ジャック・ウイリアムスン ハヤカワ文庫 1990年）
- スカヤグリーグ 愛の再生（ウィリアム・ホアウッド 藤井久美子との共訳 角川書店 1991年）
- スター・チャイルド（フレデリック・ポール、ジャック・ウィリアムスン ハヤカワ文庫 1991年）
- 新たなる誕生 スター・チャイルド2（ポール、ウィリアムスン ハヤカワ文庫 1991年）
- ゲイトウエイへの旅（フレデリック・ポール ハヤカワ文庫 1992年）
- 異郷の旅人（フレデリック・ポール ハヤカワ文庫 1993年）
- 時の果ての世界（フレデリック・ポール ハヤカワ文庫 1993年）
- ブレイクの飛翔（レイ・ファラデイ・ネルスン ハヤカワ文庫 1995年）
- 公家アトレイデ デューンへの道 1-3（ブライアン・ハーバート,ケヴィン・J.アンダースン ハヤカワ文庫 2002年）
- 公家ハルコンネン デューンへの道 1-3（ハーバート、アンダースン ハヤカワ文庫 2003年）
- 公家コリノ デューンへの道 1-3（ハーバート、アンダースン ハヤカワ文庫 2004年）
- 惑星オピカスに輝く聖火（ミルトン・レッサー 岩崎書店〈SF名作コレクション〉 2006年）